# زمان أباد (باقران)
زمان أباد (بالفارسية: زمان‌آباد) هي مستوطنة تقع في إيران في قسم باقران الريفي. يقدر عدد سكانها بـ 71 نسمة .